# 블레이크 모슨

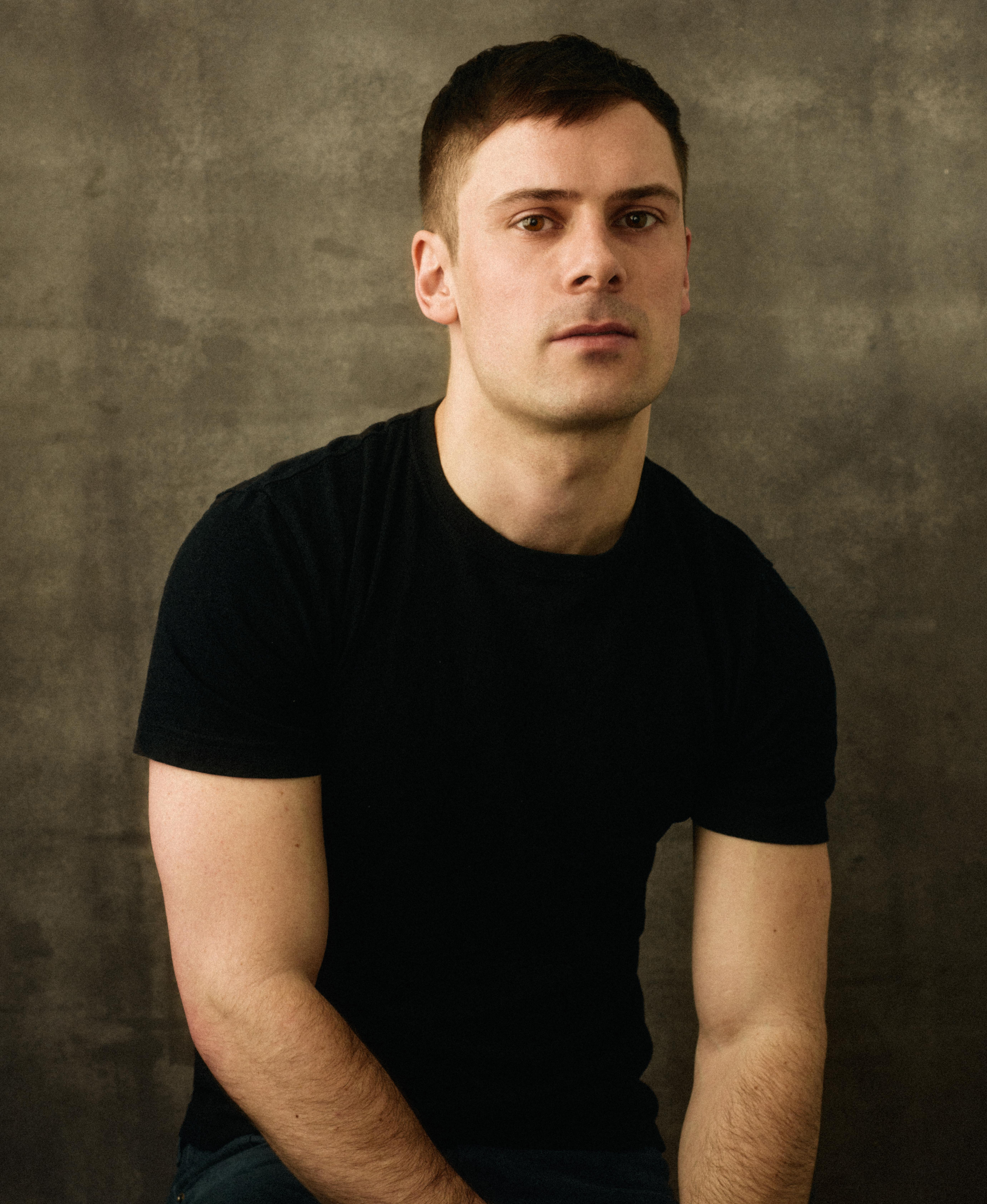

블레이크 모슨(Blake Mawson, 1984년 4월 24일 ~ )은 캐나다의 영화배우, 작가, 각본가, 엔터테이너, 영화 감독, 배우, 아역 배우, 텔레비전 배우이다.

## 영화
- 표트르495 (2016년)
- 너스 3D (2012년)
- 프레디 VS 제이슨 (2003년)
- 할로윈타운 2 (2001년)